# پلوتو (فیلم)
«پلوتو» (انگلیسی: Pluto (film)) یک فیلم است که در سال ۲۰۱۲ منتشر شد.